# Rondalles valencianes
Les Rondalles valencianes són una sèrie de rondalles populars, recopilacions de narrativa tradicional d'arrel oral, replegades i literaturitzades per Enric Valor i Vives, essent un apartat importantíssim dins de la seua obra, i el més ben acollit pel públic lector. Són considerades un referent ineludible de l'etnopoètica valenciana.

## Origen

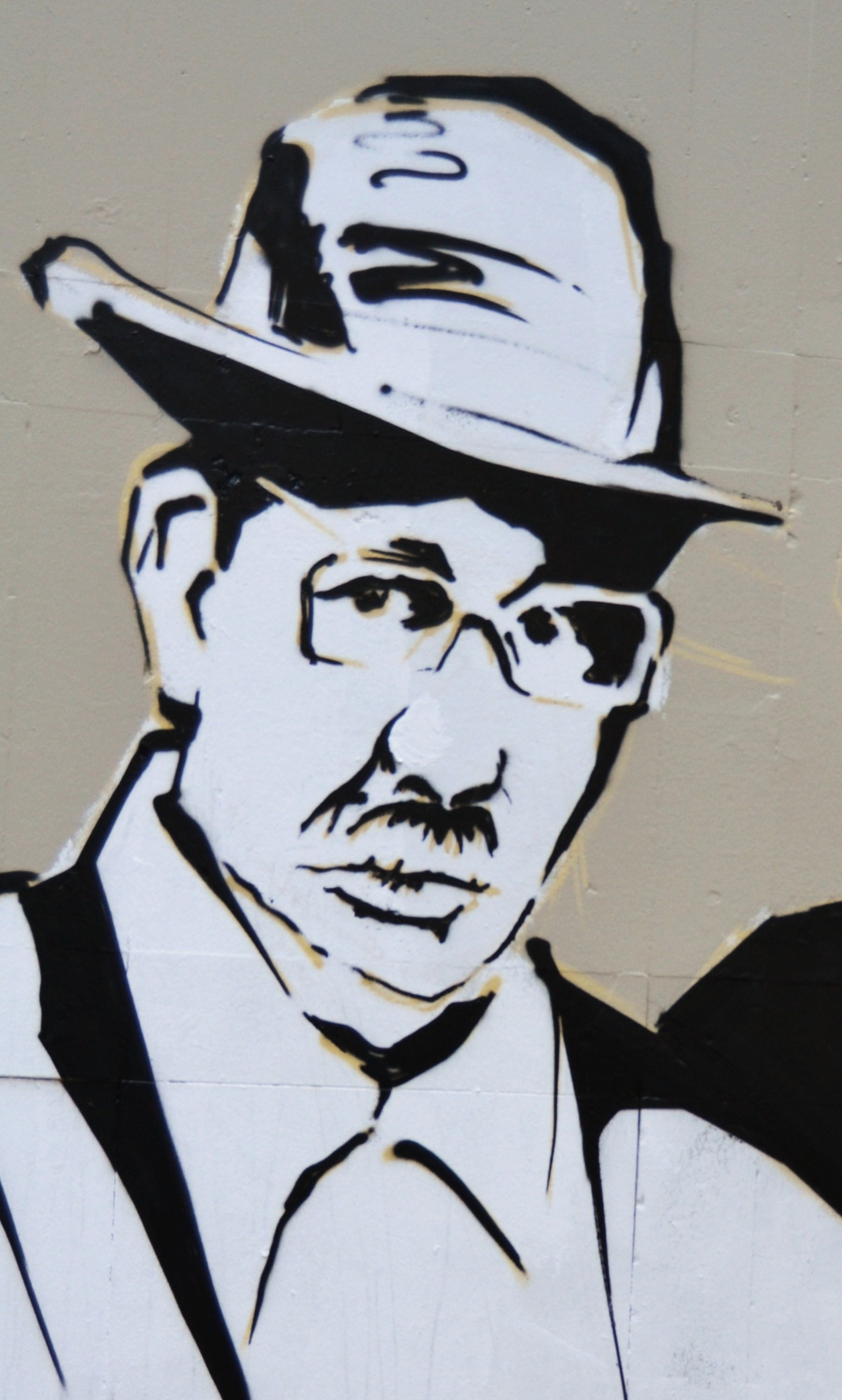
Enric Valor, autor de Rondalles valencianes

L'any 1950 la censura va prohibir-li a Enric Valor publicar la novel·la L'ambició d'Aleix per ser considerada amoral, i Manuel Sanchis Guarner li va proposar que escriguera les rondalles que li contaven de menut a Castalla.
Durant molts anys, Enric Valor va recopilar a les zones rurals del País Valencià rondalles de la tradició oral. Els contes que s'expliquen estan replets d'històries meravelloses, llocs encantats i personatges increïbles, capaços de transportar-nos a un altre lloc o a una altra època estan fent molt més que fascinar o divertir, ja que gràcies a ells, es pot arribar a conèixer altres formes de vida, uns altres temps i altres cultures. Les Rondalles Valencianes són un treball impecable que reflecteix la cultura popular valenciana a través d'un llenguatge i un estil perfectament cuidats.

## La música a les Rondalles Valencianes
A les Rondalles valencianes de Valor apareixen referències musicals directes de variada naturalesa, així com molts materials declamats o que poden ser entonats a manera de cantilena com ara oracions, conjurs, sentències, lletanies, invocacions, salutacions i encanteris. La incorporació de les referències musicals formen part de la narració, i la música apareix il·lustrant musicalment d'algunes de les seues històries. Valor vivia en un entorn on la música i llurs manifestacions tradicionals estaven presents en l'imaginari col·lectiu i és notable el treball de literaturització de les lletres d'algunes cançons populars.

## Edicions
Els anys 1950 i 1951 l'Editorial Torre de València va publicar les rondalles arreplegades per Enric Valor que havia resseguit les regions d'Alcoi i Alacant, en concret les comarques muntanyoses de Penàguila, la Foia de Castalla i Xixona.
Existeix una altra edició dels anys seixanta a càrrec d'editorial L'Estel de València. L'any 1985 les Edicions de la Federació d'Entitats Culturals del País Valencià va editar vuit volums de les Rondalles.
Han estat publicades en versió íntegra per Edicions del Bullent i en versió simplificada o resumida en una edició conjunta de les Tàndem edicions i Albatros.
L'any 2001 les Corts Valencianes van publicar la versió castellana de les Rondalles Valencianes, traduïdes pel mateix Valor abans de morir, editades juntament amb la versió original en valencià. La presidenta de la cambra, Marcela Miró, va descriure les rondalles com una "edició exclusiva i única i absolutament insubstituïble".
L'any 2015 les Rondalles d'Enric Valor van ser adaptades pel contacontes i escriptor Jordi Raül Verdú i il·lustrades per Esperança Martínez i editades per Edicions del Bullent per facilitar la lectura als alumnes d'educació primària, ja que el llenguatge era massa ric per als lectors més joves, per això s'ha fet l'esforç de fer-les comprensibles per als infants.
L'any 2015 les Rondalles Valencianes van donar peu al I Curs de literatura popular Les Rondalles valencianes a l'escola.

## Teatralització i televisió
L'any 2014 l'Ajuntament d'Ontinyent va programar l'escenificació nocturna de les Rondalles Valencianes al nucli històric, amb l'objectiu de mostrar històries i tradició van considerar la figura d'Enric Valor, que va viatjar de poble en poble buscant persones que li contaren rondalles, era un bon exemple.
En el 2015 es va estrenar la tercera temporada de la sèrie de televisió de llibres en valencià Un País de Llibre, on a cada capítol l'actor Xavi Castillo presentarà les rondalles valencianes, i que té per objectius, potenciar l'alfabetització i didàctica audiovisual i intenta ser una proposta didàctica, lúdica, participativa, entretinguda i orientada al foment de la lectura en valencià, i està produïda per Barret Films i Pot de Plom, en col·laboració amb l'Associació d'Editors del País Valencià, l'Acadèmia Valenciana de la Llengua i Escola Valenciana.
À Punt Mèdia produí el 2018 una sèrie televisiva d'animació basada en aquestes rondalles anomenada Catacric, catacrac.

## La versió d'Edicions del Bullent

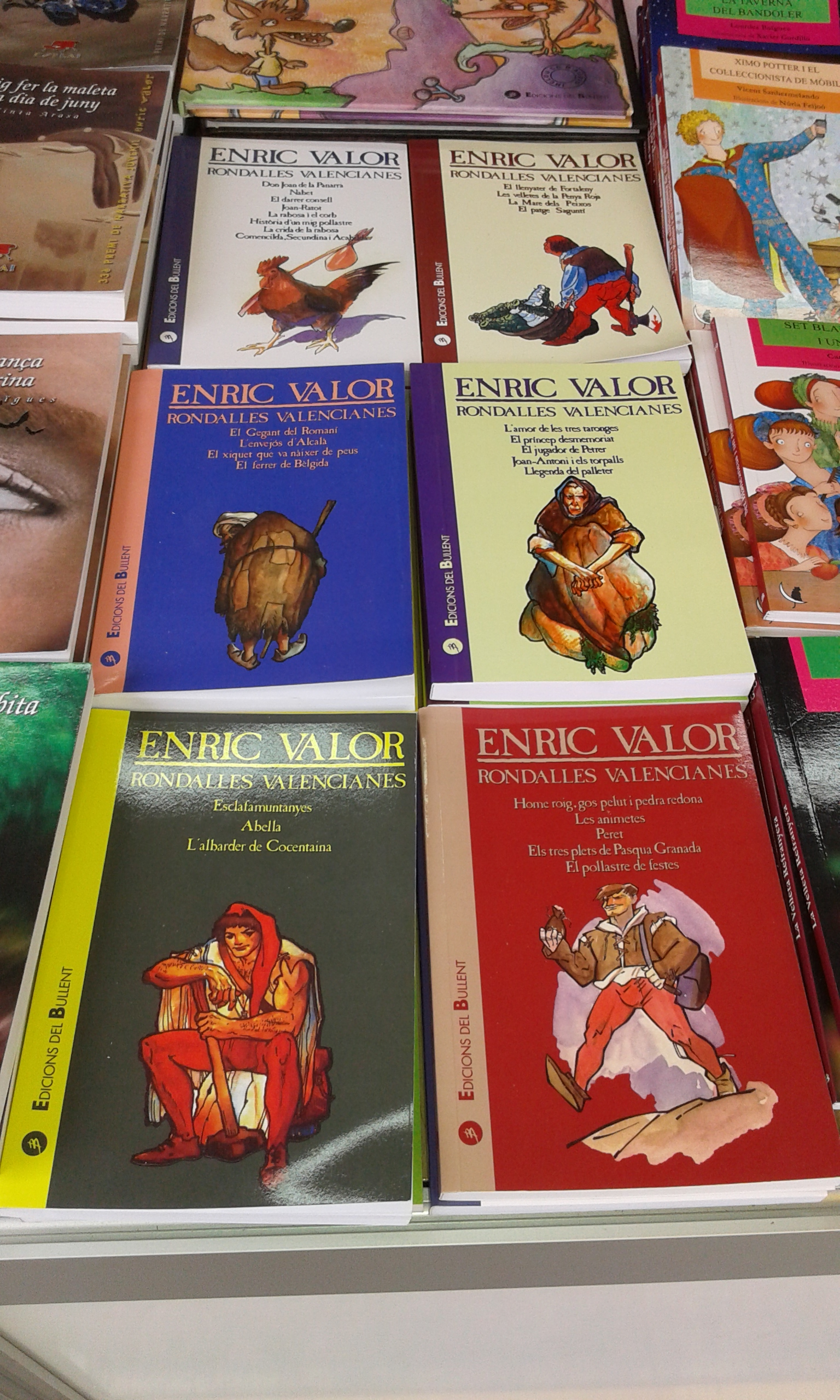
Rondalles Valencianes a la Fira del Llibre de València 2017

La versió d'Edicions del Bullent inclou els volums i les rondalles següents:
Volum 1
- El llenyater de Fortaleny
- Les velletes de la Penya Roja
- La mare dels peixos
- El patge Saguntí

Volum 2
- El castell del Sol
- I queixalets també!
- Els guants de la felicitat

Volum 3
- El gegant del romaní[8]
- L'envejós d'Alcalà
- El xiquet que va nàixer de peus
- El ferrer de Bèlgida

Volum 4
- El rei Astoret
- El dimoni fumador
- El castell d'Entorn i no Entorn
- La mestra i el manyà

Volum 5
- Esclafamuntanyes
- Abella
- L'albarder de Cocentaina

Volum 6
- L'amor de les tres taronges
- El príncep desmemoriat
- El jugador de Petrer
- Joan-Antoni i els torpalls
- Llegenda del palleter

Volum 7
- Home roig, gos pelut i pedra redona
- Les animetes
- Peret
- Els tres plets de Pasqua Granada
- El pollastre de festes

Volum 8
- Don Joan de la Panarra
- Nabet
- El darrer consell
- Joan-Ratot
- La rabosa i el corb
- Història d'un mig pollastre
- La crida de la rabosa
- Comencilda, Secundina i Acabilda